# 艾琳·布伦南
艾琳·布伦南（英語：Eileen Brennan，1932年9月3日—2013年7月28日），美国女演员。曾获得黄金时段艾美奖喜剧类电视系列剧最佳女配角。